# Епархия Тусона
Епархия Тусона (лат. Dioecesis Tucsonensis) — епархия Римско-Католической церкви в городе Тусон, штат Аризона, США. Епархия Тусона входит в митрополию Санта-Фе. Кафедральным собором епархии Тусона является Собор Святого Августина.

## История
25 сентября 1868 года Святой Престол учредил апостольский викариат Аризоны, выделив его из архиепархии Санта-Фе.
В 1891 году апостольский викариат Аризоны передал часть своей территории новой Епархия Далласаепархии Далласа.
8 мая 1897 года апостольский викариат Аризоны был преобразован в епархию Тусона.
В следующие года епархия Тусона передала часть своей территории новым католическим церковным структурам:
- 3 марта 1914 года — епархии Эль-Пасо;
- 16 декабря 1939 года — епархии Галлапа;
- 28 июня 1969 года — епархии Финикса.

## Ординарии епархии
- епископ Жан-Батист Сальпуант[англ.] (25.09.1868 — 22.04.1884) — назначен архиепископом Санта-Фе
- епископ Питер Бургад[англ.] (07.02.1885 — 07.01.1899) — назначен архиепископом Санта-Фе
- епископ Генри Реджис Грэнджон[англ.] (19.04.1900 — 09.11.1922)
- епископ Дэниэль Джеймс Герк[англ.] (21.06.1923 — 28.09.1960)
- епископ Фрэнсис Джозеф Грин[англ.] (28.09.1960 — 28.07.1981)
- епископ Мануэль Дюран Морено[англ.] (12.01.1982 — 07.03.2003)
- епископ Джеральд Фредерик Киканас[англ.] (7.03.2003 — 3.10.2017);
- епископ Эдвард Джозеф Уайзенбергер (03.10.2017 — 11.02.2025) — назначен архиепископом Детройта
- вакантно

## Источник
- Annuario Pontificio, Libreria Editrice Vaticana, Città del Vaticano, 2003, ISBN 88-209-7422-3